# 空港広場駅
空港広場駅（くうこうひろばえき、中文表記: 空港广场站、英文表記: Konggang Square Station）は、中華人民共和国重慶市渝北区にある重慶軌道交通3号線支線(空港線)の駅。駅番号は3/41。

## 注意点
「空港広場」という名称ではあるが、実際には重慶江北国際空港のターミナルから3kmほど離れており、空港の敷地ですらない。
当駅も含め、■3号線支線(空港線)は重慶江北国際空港に全く通じておらず、空港に向かうには■3号線本線の江北機場T2航站楼方面を利用する必要がある。

## 隣の駅
重慶軌道交通
■3号線
碧津駅(3/40)  - 空港広場駅(3/41)  - 高堡湖駅(3/42)